# Palacio de los Guzmanes
El palacio de los Guzmanes es un palacio renacentista del siglo XVI situado en la plaza de San Marcelo junto a la Casa Botines en la ciudad de León, España. Su traza se debe al maestro Rodrigo Gil de Hontañón, si bien se ocupó de su ejecución Juan de Ribero Rada.: 321  A pesar de quedar inconcluso se convirtió en el palacio más destacado de la ciudad. A finales del siglo XIX, la Diputación Provincial de León se hizo cargo de terminarlo para albergar sus nuevas oficinas, función que desempeña hasta la actualidad.
Fue declarado Monumento histórico (BIC) en 1963.

## Historia

### El palacio renacentista
Fue mandado construir por D. Ramiro Núñez de Guzmán, antiguo líder comunero,: 321  sobre los solares que ocupaban las casas señoriales de su linaje. La familia de los Guzmanes era uno de los linajes leoneses más antiguos. A principios del siglo XVI eran señores de Guzmán, Aviados, Toral y Valle de Boñar.: 169  Asentados en la ciudad eran una de las casas nobles más influyentes y con mayor protagonismo en León donde estaban introducidos en los órganos de poder local.
D. Ramiro quiso aprovechar la situación de sus antiguas casas en una de las zonas principales de la ciudad para edificar un palacio de nueva planta que destacase y se diferenciase del entorno urbano por sus dimensiones y por adoptar la tipología y estética de la arquitectura “a lo romano” o renacentista. Para ello encargó el diseño de su traza a uno de los maestros más prestigiosos de Castilla en aquella época, Rodrigo Gil de Hontañón. Este diseñó un palacio rectangular con patio central, exento en sus cuatro costados, que precisaba estar enclavado entre calles alineadas de trazado regular y cuya fachada principal debía abrirse a la plaza existente para poder ser contemplado desde ella. Con relación a su estructura y distribución interna, el edificio tenía que conjugar el ámbito privado como residencia de la familia con la esfera pública en la cual las partes nobles del palacio eran el reflejo de la categoría y nobleza de sus propietarios.
Inmediatamente el ambicioso proyecto tuvo que enfrentarse a las limitaciones existentes. Los solares disponibles eran de traza irregular al igual que las calles con las que limitaban, y su tamaño menor que el necesario para el nuevo edificio. Este necesitaba incorporar una zona ocupada por un tramo interior de la antigua muralla y por otras edificaciones.: 172 
En el año 1559 el Consistorio leonés autorizó el derribo de los cubos y lienzo de la muralla y la ocupación de ese terreno.: 171  Asimismo, se le solicitó autorización para la ejecución de diversas obras encaminadas a conseguir la alineación de las calles. Este mismo año se iniciaron las obras. El encargado de su ejecución en calidad de aparejador fue el maestro Juan Ribero de Rada quien realizó aportaciones notables al diseño de Gil de Hontañón.: 321 
En el año 1566 estaba levantada la fachada principal que da a la actual plaza de San Marcelo. En los años 1586 y 1587 se procedió a la adquisición y derribo de casas particulares para proseguir la obra y para ampliar el espacio de la plaza pública. Se buscaba que el palacio pudiese ser contemplado por entero desde ella como manifestación de la posición dominante que el linaje de los Guzmanes ocupaba en la ciudad. Con este fin se llegó a un acuerdo con el Consistorio para que esos terrenos quedasen en adelante libres de edificaciones y se incorporasen a la plaza existente.: 175 
A finales del siglo XVI se interrumpen las obras y el palacio queda incompleto. Se habían levantado dos de las cuatro alas, las que dan a la plaza y a la actual calle Ancha, y el patio central. A pesar de ello era la principal residencia de la ciudad y como tal hospedó en el año 1602, a Felipe III y a Margarita de Austria.: 321 
Pero en esta centuria el palacio dejará de estar habitado de forma regular al dejar de ser la residencia principal de la familia y comenzará su deterioro. Ya en los años 1654 y 1656 serán necesarias obras de reparación y reformas en los tejados, cornisas y en el patio entre otras.: 178  Sin uso continuado hubo que esperar al siglo XIX para que se empezase a limitar el proceso de decadencia en el que había entrado. En los años 40 de dicho siglo, el Gobierno Provincial alquiló parte del edificio para instalar sus oficinas llevándose a cabo reparaciones parciales. Posteriormente, en 1881, la Diputación Provincial de León compró el edificio a los propietarios de aquel entonces, los condes de Peñaranda de Bracamonte.: 321 

### Restauración y conclusión del edificio

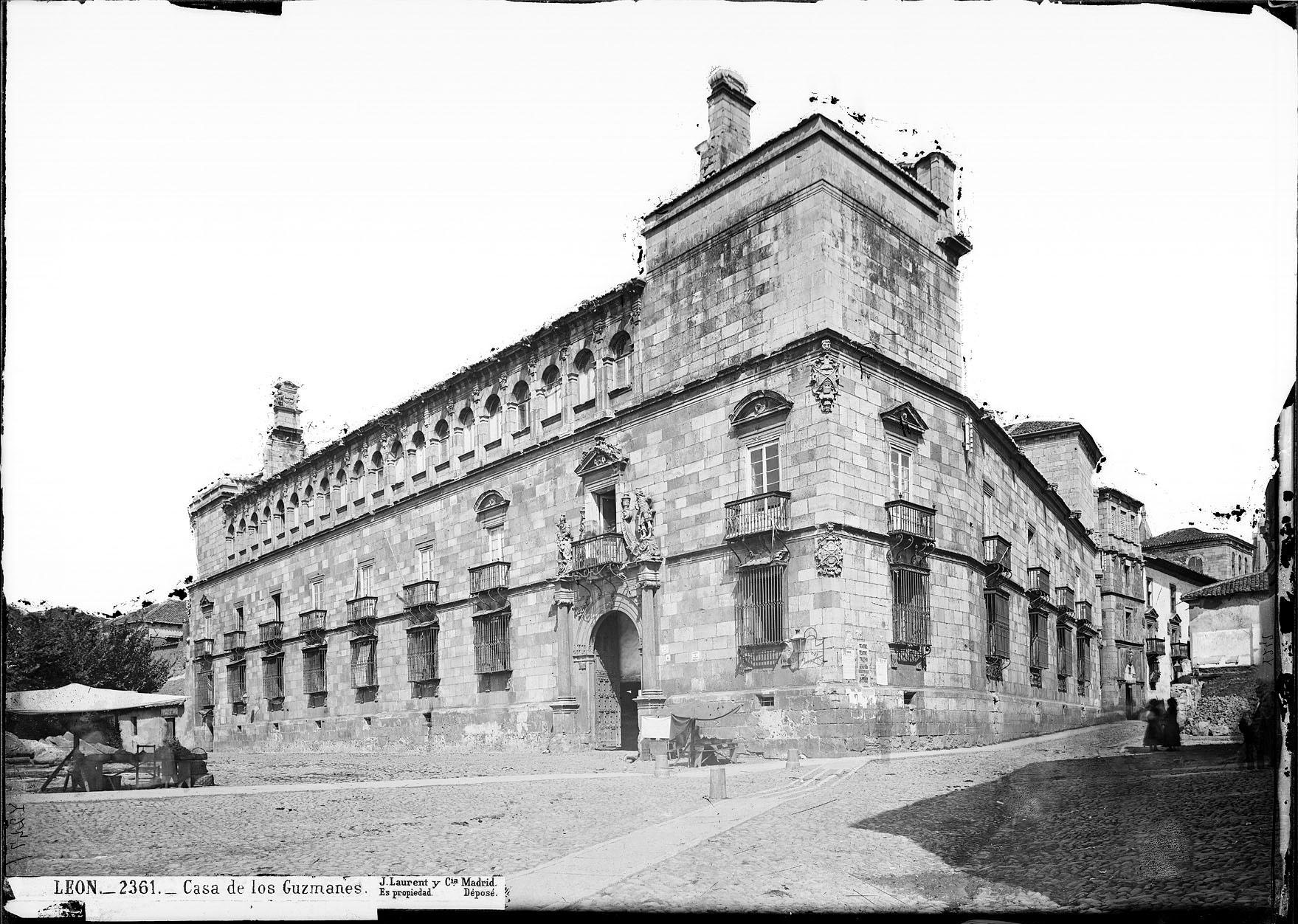
Palacio antes de las reformas. Entre 1860 y 1886. Foto Laurent

Con su adquisición por parte de la diputación leonesa, se planteó una intervención en el edificio para adecuarlo a sus nuevas funciones y devolverle su primitivo aspecto. Anteriormente, en los años 1840 el arquitecto Miguel Echano había desmochado las torres quitándoles una planta, cerrado los balcones del segundo piso de estas y apuntalado las ventanas angulares del tercero para garantizar su estabilidad.: 182 
A lo largo de los siguientes años se sucedieron los proyectos y las reformas marcados siempre por las restricciones económicas. Al igual que ocurría en esa época con la catedral leonesa, la restauración del palacio fue objeto de debate entre las escuela conservadora, que abogaba porque las intervenciones se limitasen a la recuperación de las zonas dañadas produciendo “alteraciones mínimas”, y la escuela restauradora que proponía recuperar y completar el palacio bajo el criterio de “unidad de estilo”, tal y como se suponía lo hubiese concluido Gil de Hontañón.: 180–181 
Las intervenciones más destacadas fueron las siguientes:
- Hacia 1890: Se reforma y termina la escalera claustral. Entre otras se le puso la balaustrada de piedra con que cuenta en la actualidad.[4]: 185
- Año 1892: La Real Academia de Bellas Artes de San Fernando autoriza la reconstrucción de las torres contenidas en el proyecto de Blanch y Pons el cual seguía el modelo de torres palaciegas utilizado por Gil de Hontañón en Salamanca.[4]: 184

- Año 1892: A pesar de la oposición de la Diputación se concede la licencia para la construcción de la Casa de Botines delante del palacio.[4]: 188  Su promotor, la sociedad Fernández y Andrés (Mariano Andrés y Simón Fernández), había comprado la parcela a los duques de Uceda y condes de Peñaranda de Bracamonte en 1886.[5]

- Año 1930: Se instala el sistema de calefacción.

- En los años 1960-1970 se completa el edificio. La necesidad de ampliar el espacio disponible dadas los nuevos servicios encomendados en aquellos años a la Diputación, y el clima propicio a las tesis historicistas más intervencionistas en la conservación de los edificios históricos, favorecen la aprobación del proyecto presentado por el arquitecto Felipe Moreno Medrano, proyecto que fue aprobado por la Dirección General de Bellas Artes.[4]: 186–189  En él se contemplaba la ampliación y conclusión del palacio dejándole exento por los cuatro costados lo que hizo necesario el derribo de casas colindantes existentes en las actuales calles Cid y Ruiz de Salazar. Las obras, que se realizaron a partir de 1975, consistieron en la construcción de las fachadas norte y terminación de la del este siguiendo el diseño de las existentes, la elevación del cuarto piso de las torres y la modificación de la práctica totalidad de las dependencias interiores.

## Descripción

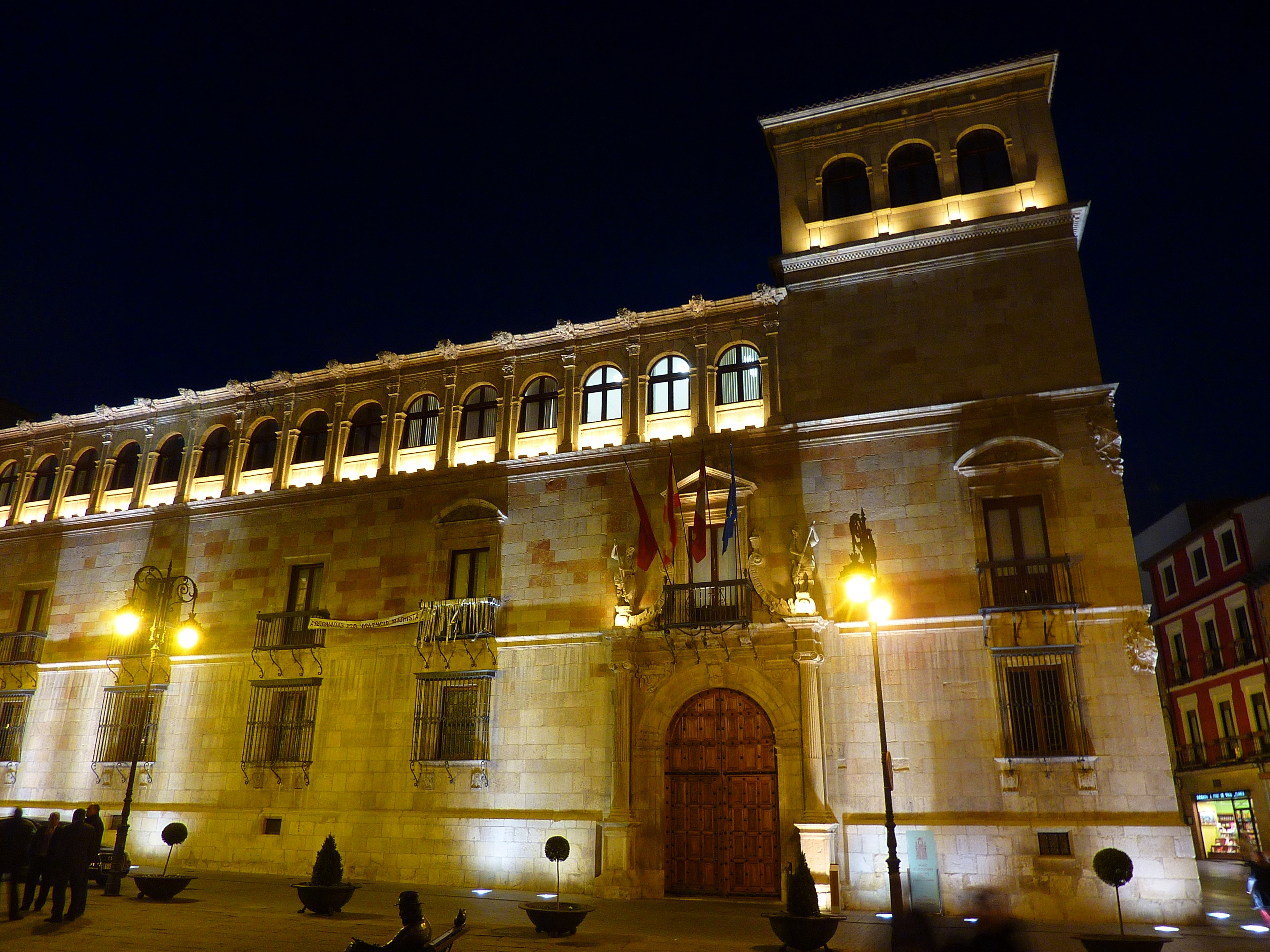
Vista nocturna.

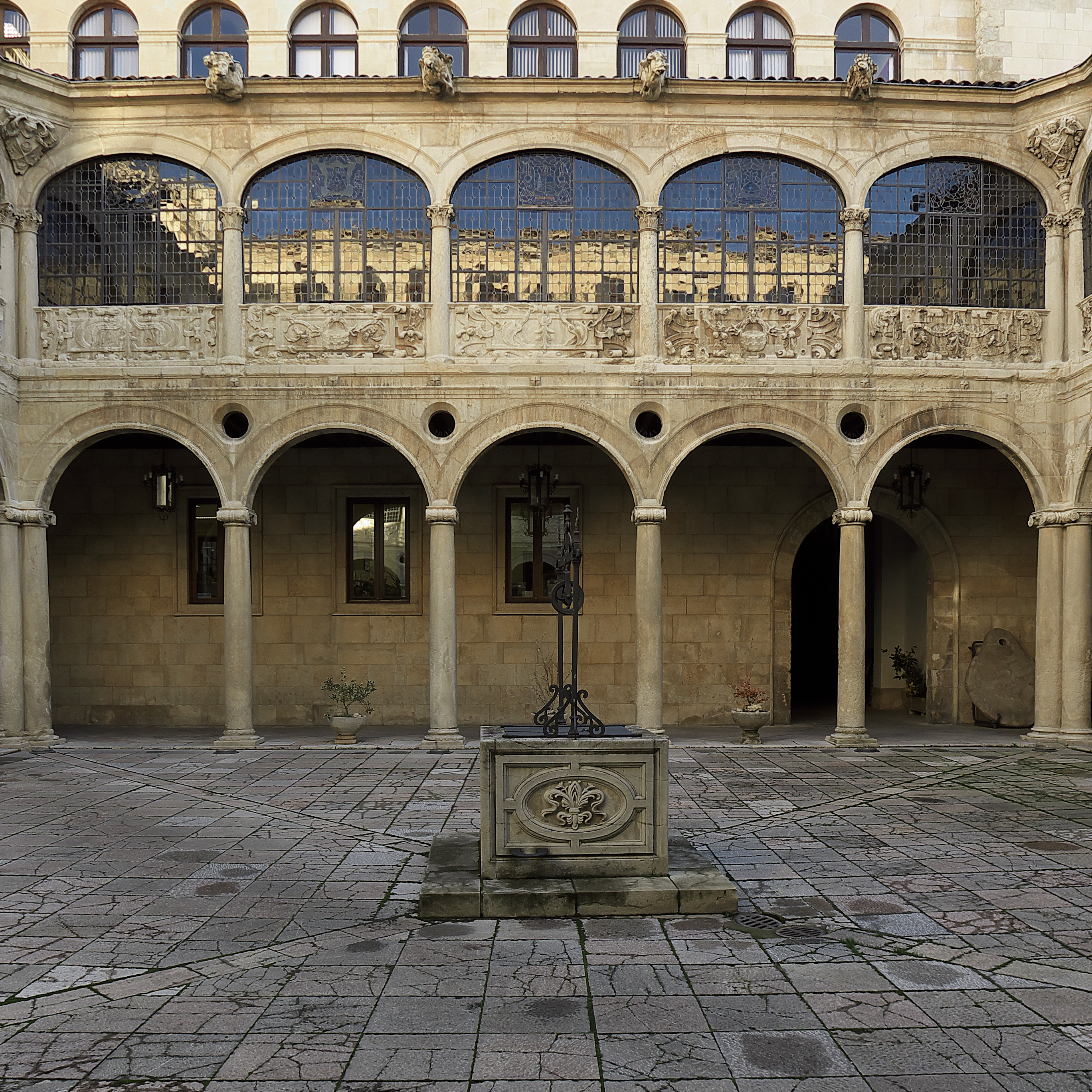
Vista del patio del palacio.

El palacio tiene planta trapezoidal articulada en torno a un patio interior y esta torreado en sus cuatro esquinas. Su fachada principal tiene un marcado desarrollo horizontal, es de tres alturas separadas por impostas, la inferior tiene ventanas enrejadas, el cuerpo central balcones de los cuales los cercanos a la portada y los situados en las esquinas se coronas con frontones triangulares y semicirculares, y el superior presenta una galería que recorre la fachada hasta las torres formada por arcos de medio punto separados por pilastras corintias. Sobre estas y sobresaliendo de la cornisa se disponen un conjunto de gárgolas.
Las torres tienen una altura más, la última reconstruida en la restauración de 1975 buscando devolverles el aspecto que tuvieron antes de ser desmochadas en 1840. Tres de ellas lucen ventanas angulares y la suroeste lleva adosada una escalera de caracol.
La fachada sur que da a la calle Ancha es de estilo más clasicista. Se relaciona con Juan del Ribero Rada al que también se le atribuyen las ventanas angulares de la torre sudeste decoradas con pilastras dóricas y columnas jónicas y corintias, y la portada abierta a la calle del Cid.: 176 
La portada principal se abre descentrada siguiendo la tradición medieval hispana. Su diseño es característico del estilo de Rodrigo Gil de Hontañón. Formada por un arco de medio punto, está enmarcada por columnas jónicas sobre las que se apoya el entablamento que sustenta un balcón rematado por un frontón triangular decorado. A sus lados siguiendo la vertical de las columnas, dos guerreros portan los escudos de armas de la familia.
Atravesando el zaguán se accede al patio columnado. Es de dos plantas, la baja formada por arcos escarzanos apoyados en columnas jónicas que presentan la particularidad de que sus capiteles se muestran de perfil. La superior tiene arcos carpaneles sobre columnas corintias. Entre estas los antepechos están labrados con los escudos de los Guzmanes. Los huecos se cubren con vidrieras. Rematan el conjunto gárgolas al igual que en la fachada. En cuanto a su autoría su atribución es dudosa descartándose que se deba a Gil de Hontañón.
En la zona sur del patio se sitúa la escalera claustral de tres tramos sobre bóvedas rampantes. Aunque su estructura es de la época de construcción del edificio lo que podemos ver debe su aspecto a las restauraciones de los siglos XIX y XX.
Respecto a las dependencias interiores han sido totalmente modificadas en las sucesivas obras llevadas a cabo en los pasados siglos. De los elementos originales ha sobrevivido la chimenea basada en modelos de Serlio que preside el salón principal.: 322  La decoración actual a base de cuadros, tapices y vidrieras de temas alegóricos de la historia leonesa corresponde a la etapa en que la diputación se ha hecho cargo del edificio.: 189 